# Tripoli (Grecja)
Tripoli (gr. Τρίπολη, dawniej Τρίπολις; wcześniejsze nazwy: Tripolitsa (Τριπολιτσά), Tripolitza lub Tripolizza) – miasto w Grecji, na centralnym Peloponezie, w administracji zdecentralizowanej Peloponez, Grecja Zachodnia i Wyspy Jońskie, w regionie Peloponez, w jednostce regionalnej Arkadia. Siedziba gminy Tripoli. W 2011 roku liczyło 30 866 mieszkańców. Drogowy węzeł komunikacyjny Peloponezu. W mieście rozwinął się przemysł metalowy, spożywczy oraz włókienniczy. Ośrodek handlowy i turystyczny.

## Historia

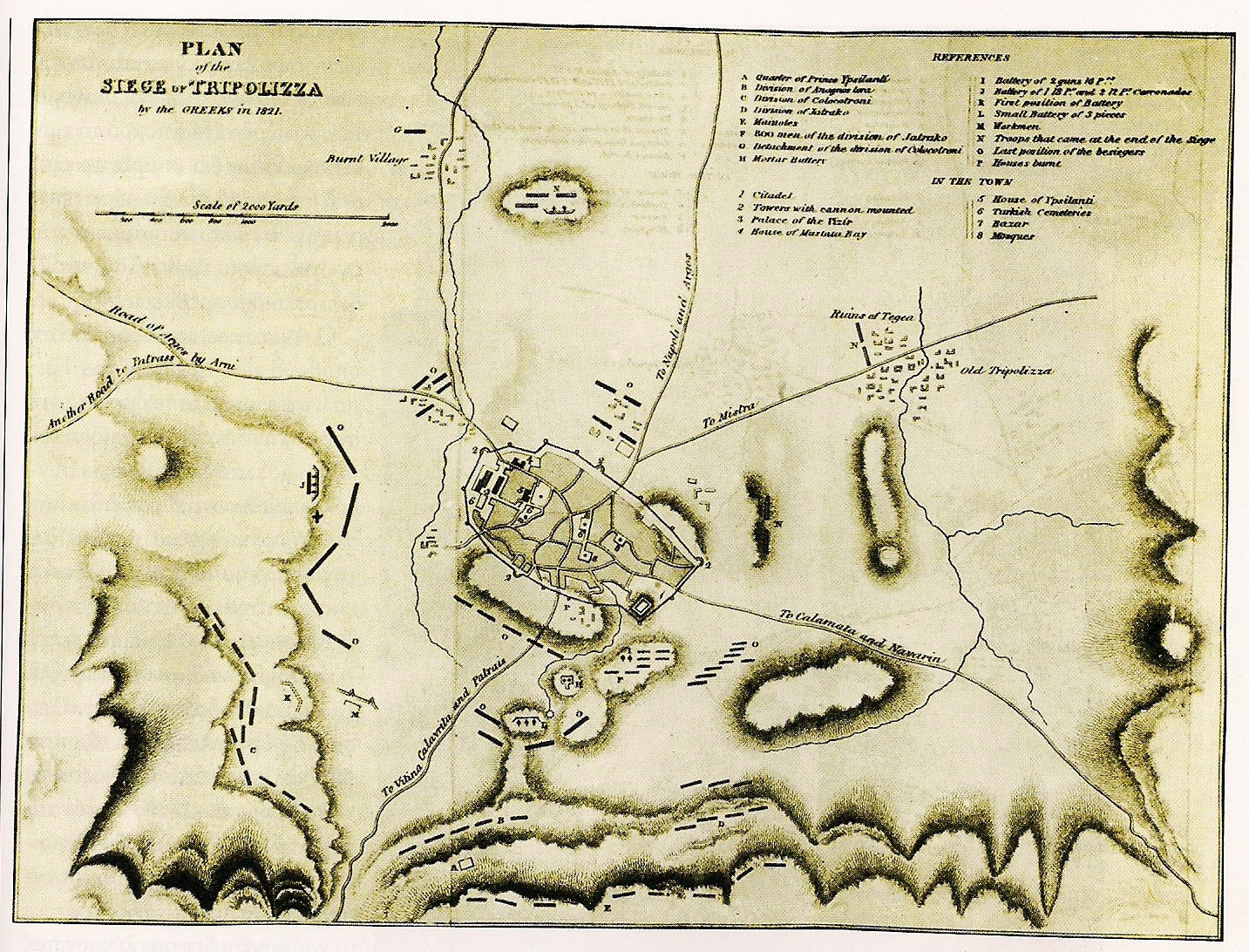
Oblężenie Tripolitsy w 1821 r.

Zbudowane na miejscu średniowiecznej wsi, między ruinami trzech antycznych polis: Pallantron, Tegea i Mantineja, stanowiło ważny ośrodek administracyjny osmańskiej Grecji i symbol władzy Turków nad Peloponezem.Po szczególnie okrutnie zgaszonej próbie wywołania powstania w Grecji przez flotę rosyjską pod dowództwem Aleksieja Grigorowicza Orłowa w 1770 roku (gr. Ορλωφικά), podczas piątej wojny rosyjsko-tureckiej, miasto zostało ufortyfikowane i stało się główną bazą wojskową Turków na Peloponezie. Mury miejskie są obecnie jedną z największych atrakcji turystycznych miasta. Innymi, zbudowanymi już w niepodległej Grecji są pomnik generała Theodorosa Kolokotronisa i budynek sądu.
W 1821 miasto miało charakter bogatej, kolonialnej stolicy prowincji. Zamieszkiwało je 13 tysięcy Greków, 7 tys. Muzułmanów i 400 Żydów. Klasę posiadającą stanowili głównie Muzułmanie i Żydzi, gdy Grecy, była to ludność głównie zależna lub niewolna. Wobec prób wywołania ogólnobałkańskiego powstania przez Aleksandra Ipsilantiego (podjętych z obecnej Rumunii), Turcy prewencyjnie mordowali wielu spośród greckich mieszkańców całego imperium. Z rozkazu władz, rzezie przeprowadzano od Dunaju, po Pont i Cypr, nie wyłączając małych greckich enklaw, zagubionych pomiędzy miejscowościami innych ludów, ani stołecznego Konstantynopola. M.in. zamordowano, przez powieszenie na drzwiach katedry, patriarchę grecko-prawosławnego, mimo że nawołującego Greków do posłuchu wobec „danej od Boga władzy Sułtana”. W Grekach z Peloponezu wywołało to przekonanie, że nieodwołalnie nadeszła chwila, określana jako „Wolność, albo śmierć !”. Pomiędzy 17 a 23 marca powstali, w wielu miejscach naraz mordując tureckie załogi i wszystkich muzułmańskich mieszkańców – swych sąsiadów. Oblegano i zdobywano, często głodem, kolejne twierdze, przepełnione muzułmańskimi uciekinierami. Ludność grecka zawczasu opuściła Tripolitsę, obleganą, głodzoną, następnie zdobytą przez niedozbrojone, nieregularne oddziały powstańcze, jednak liczne i dobrze dowodzone przez Theodorosa Kolokotronisa. Dokonano zupełnej masakry muzułmanów i Żydów, nie wyłączając kobiet i dzieci, zbiorowo mordowanych także po zakończeniu walk. Zginęło ok. 30 tysięcy osób, w tym rzesze uchodźców z mniejszych ośrodków. Greccy dowódcy dokonali zupełnej grabieży, rozkopywano nawet groby, aż sytuacja ta doprowadziła do wybuchu epidemii. Historycy wskazują, że niewielka część muzułmanów, w tym kobiet, uszła jednak z Tripolitsy, wykorzystując, zapewne wykupując sobie możliwość dyskretnego opuszczenia obleganego miasta, z pomocą greckich znajomych. Znanym przykładem stała się skuteczna ochrona kobiet z haremu paszy, przez Bubulinę Laskarinę, greckiego dowódcę – kobietę. Także Maniates, choć inicjatorzy powstania, ratowali swych tureckich znajomych, podobnie jak oni pochodzących z okręgu Mani. Największe bogactwa wywiózł ze zdobytego miasta Kolokotronis. Przyszłość pokazała, że w przypadku niektórych dowódców, w tym Bubuliny i Kolokotronisa, zrabowane w Trypolitsy bogactwa obrócone zostały w źródła finansowania dalszej walki o niepodległość. Zdobycie głównego, tureckiego ośrodka w tej części Grecji, decydująco wzmocniło morale oddziałów powstańczych.
Masakra wywołała krytykę europejskiej opinii publicznej i także znacznej części Greków, przy czym w Grecji dyskusja ta żywa jest do dziś. Ponadto, w myśl wcześniejszych umów, część z łupów obrócona być miała na korzyść skarbu państwa nowo tworzonej Republiki Greckiej. Rabunek całości skarbów miasta przez osoby prywatne doprowadził do rozłamu, a później nawet wybuchu wojny domowej pomiędzy poszczególnymi grupami powstańców
Tripoli zostało ponownie zajęte przez Turków w 1825 oraz całkowicie zniszczone 9 lutego 1828, przez egipskie siły Ibrachima Paszy, po przegranej przez flotę Porty morskiej bitwie pod Nawarino.
W odbudowanym mieście urodziło się dwóch greckich premierów: Aleksandros Papanastasiu i Konstandinos Jeorgakopulos. Obecnie w Trypolisie znajduje się jeden z kampusów Uniwersytetu Peloponeskiego (Wydział Nauk Ścisłych i Wydział Ekonomii, jak również rektorat). Lokalne centrum przemysłu spożywczego. Obok miasto przebiega autostrada, z Aten, rozwidlająca się tu i aktualnie przedłużana w stronę Sparty oraz w stronę Kalamaty (2011). Przez Trypolis przebiega też wąskotorowa linia kolejowa Kalamata-Ateny, ale ruch na niej jest aktualnie (od 2011 roku) zawieszony.

## Miasta partnerskie
- Byblos, Liban
- Arcadia, Stany Zjednoczone
- Peine, Niemcy